# Zelleria hepariella
Zelleria hepariella ist ein Schmetterling (Nachtfalter) aus der Familie der Gespinst- und Knospenmotten (Yponomeutidae).

## Merkmale
Die Färbung der Falter besteht aus einem kräftigen Orange und sie erreichen eine Flügelspannweite von 12 bis 14 Millimetern. Die Zeichnung dieser Art besteht aus einigen dunklen Schuppen auf der hinteren Hälfte der Vorderflügel, die nicht variiert. Ein Sexualdimorphismus ist nicht ausgeprägt.

## Vorkommen
Zelleria hepariella ist von Europa bis ins nördliche Kleinasien verbreitet. Die Art ist nicht häufig und nur lokal anzutreffen, gebietsweise ist sie selten. In den Alpen steigt sie bis auf 1400 m an.

## Lebensweise
Die Raupen fressen zum Teil gesellig in zusammen gesponnenen Blättern von Esche (Fraxinus excelsior), verschiedenen Heckenkirschenarten (Lonicera) und Beifuß (Artemisia).
Untersuchungen haben ergeben, dass verschiedene aliphatische Ester der Essigsäure bei Zelleria hepariella als Sexuallockstoffe fungieren.

### Flug- und Raupenzeiten
Zelleria hepariella bildet eine Generation, die von September bis Oktober fliegt.  Die Falter überwintern bis zum Mai des folgenden Jahres. Die Raupen können von Mai bis August an den oben genannten Pflanzen angetroffen werden.

## Systematik

### Synonyme
- Zelleria insignipennella Stainton, 1849[4]
- Gracillaria taxella Herrich-Schäffer[4]
- Zelleria phillyrella Millière, 1867[4]
- Zelleria fusca Stainton, 1876[4]
- Zelleria joannisella Maneval, 1934[4]